# Rhyacophila schmidinarica
Rhyacophila schmidinarica är en nattsländeart som beskrevs av Urbanic, Krusnik och Malicky 2000. Rhyacophila schmidinarica ingår i släktet Rhyacophila och familjen rovnattsländor. Inga underarter finns listade i Catalogue of Life.